# Problema de Znám

Demostración gráfica de que 1 = 1/2 + 1/3 + 1/11 + 1/23 + 1/31 + 1/(2×3×11×23×31). Cada fila de k cuadrados de lado 1/k tiene un área total de 1/k, y todos los cuadrados juntos cubren exactamente un cuadrado de área 1. La fila inferior, con 47058 cuadrados de lado 1/47058 es demasiado pequeño para apreciarse en la figura, por lo que no se muestra.

En teoría de números, el problema de Znám pregunta qué conjuntos de k enteros tienen la propiedad de que cada entero en el conjunto es un divisor propio del producto de los demás enteros del conjunto más 1. El problema de Znám toma su nombre del matemático eslovaco Štefan Znám, quien lo sugirió en 1972, aunque otros matemáticos ya estaban trabajando con problemas similares en esa misma época. Un problema directamente relacionado ignora la suposición de que el divisor sea propio; recibe por lo tanto el nombre de problema de Znám impropio.
Se puede dar fácilmente una solución para el problema de Znám impropio, dado cualquier k: los primeros k términos de la sucesión de Sylvester cumplen la propiedad pedida. Sun (1983) demostró que hay al menos una solución para el problema de Znám (propio) para cualquier k ≥ 5. La solución de Sun está basada en una recurrencia similar a la de la sucesión de Sylvester, pero con un conjunto distinto de valores iniciales.
El problema de Znám está íntimamente relacionado con las fracciones egipcias. Se sabe que hay solo un número finito de soluciones posibles para cada k. Entre las varias preguntas abiertas en torno al problema, se desconoce si hay alguna solución para el problema usando solo números impares.

## El problema
El problema de Znám pregunta qué conjuntos de k enteros tienen la propiedad de que cada entero en el conjunto es un divisor propio del producto de los demás enteros del conjunto más 1. Esto es, dado k, que conjuntos de enteros
{\displaystyle \{n_{1},\ldots ,n_{k}\}}
existen, tales que, para cada i, ni divide, sin ser igual, a
{\displaystyle {\Bigl (}\prod _{j\neq i}^{n}n_{j}{\Bigr )}+1\quad }
Un problema directamente relacionado trata sobre conjuntos de enteros en los que cada entero en el conjunto es un divisor, no necesariamente propio, de uno más el producto de los demás enteros en el conjunto. Este problema no parece haber recibido ningún nombre en la literatura matemática, por lo que será referido como problema de Znám impropio. Toda solución al problema de Znám es también una solución al problema de Znám impropio, pero el inverso no es necesariamente cierto.

## Historia
El problema de Znám recibe su nombre del matemático eslovaco Štefan Znám, que lo enunció en 1972.Barbeau (1971) había planteado su versión impropia para k = 3, y Mordell (1973), con independencia de Znám, encontró todas las soluciones del problema impropio para k ≤ 5.Skula (1975) demostró que el problema es irresoluble para k < 5, y reconoció el mérito de J. Janák por encontrar la solución {2, 3, 11, 23, 31} para k = 5.

## Ejemplos
Una solución para k = 5 es {2, 3, 7, 47, 395}. Unos pocos cálculos demuestran que
| 3 × 7 × 47 × 395 | + 1 = | 389866, |  | que es divisible por 2, pero diferente,   |
| 2 × 7 × 47 × 395 | + 1 = | 259911, |  | que es divisible por 3, pero diferente,   |
| 2 × 3 × 47 × 395 | + 1 = | 111391, |  | que es divisible por 7, pero diferente,   |
| 2 × 3 × 7 × 395  | + 1 = | 16591,  |  | que es divisible por 47, pero diferente,  |
| 2 × 3 × 7 × 47   | + 1 = | 1975,   |  | que es divisible por 395, pero diferente, |
Un caso interesante de solución que "casi funciona" para k = 4 es el conjunto {2, 3, 7, 43}, formado por los primeros cuatro términos de los secuencia de Sylvester. Tiene la propiedad de que cada entero del conjunto divide el producto de los demás más uno, pero el último elemento del conjunto es igual al producto de los tres primeros más uno, por lo que no es un divisor propio. Es, por lo tanto, solución al problema impropio de Znám, pero no al propio.

## Conexión con las fracciones egipcias
Toda solución del problema de Znám impropio es equivalente (dividiendo por el producto de las xi) a la solución de la ecuación
{\displaystyle \sum {\frac {1}{x_{i}}}+\prod {\frac {1}{x_{i}}}=y,}
donde tanto y como cada xi tienen que ser enteros. A la inversa, toda solución a la ecuación corresponde a una solución del problema de Znám impropio. Sin embargo, todas las soluciones conocidas tienen y = 1, por lo que satisfacen la ecuación
{\displaystyle \sum {\frac {1}{x_{i}}}+\prod {\frac {1}{x_{i}}}=1.}
Es decir, llevan a una representación en forma de fracción egipcia del número uno como suma de fracciones unitarias. Varios de los artículos citados en referencia al problema de Znám estudian también las soluciones a dicha ecuación.Brenton y Hill (1988) describe una aplicación de la ecuación en topología, a la clasificación de singularidades en superficies, y Domaratzki et al. (2005) describe una aplicación a la teoría de autómatas finitos no deterministas.

## Número de soluciones
Como Janák y Skula (1978) demostró, el número de soluciones para cualquier k es finito, por lo que tiene sentido contar el número total de soluciones para cada k.
Brenton y Vasiliu calcularon que el número de soluciones para valores pequeños de k, empezando con k = 5, forma la secuencia 
2, 5, 18, 96 (sucesión A075441 en OEIS).
Actualmente se conocen unas pocas soluciones para k = 9 y k = 10, pero no se sabe cuántas soluciones faltan por descubrir para esos valores de k. Sin embargo, hay infinitas soluciones si no se fija k:Cao y Jing (1998) demostró que hay al menos 39 soluciones para cada k ≥ 12, mejorando los resultados anterior sobre existencia de soluciones hechos por (Cao, Liu y Zhang, 1987 y Sun y Cao, 1988).Sun y Cao (1988) conjeturó que el número de soluciones para cada valor de k crece monótonamente con k.
Se desconoce si existen soluciones al problema de Znám usando solo números impares. Con una excepción, todas las soluciones conocidas empiezan por 2. Si todos los números en una solución a cualquiera de las dos versiones del problema son primos, su producto es un número pseudoperfecto primario (Butske, Jaje y Mayernik, 2000); también se ignora si existen infinitas soluciones de este tipo.